# 그란 토레 산티아고
그란 토레 산티아고(Gran Torre Santiago)는 칠레 산티아고에 위치한 마천루이다. 남반구에서 4번째로 높은 건물이다. 아르헨티나의 건축가 세자르 펠리(César Pelli)와 캐나다의 건설사 와트 인터내셔널가 설계했다.

## 전망대
2015년 8월 61층과 62층에 전망대 "스카이 코스타네라"가 개장했다. 이 곳에서 산티아고의 전망을 360도로 구경할 수 있다.

## 사진

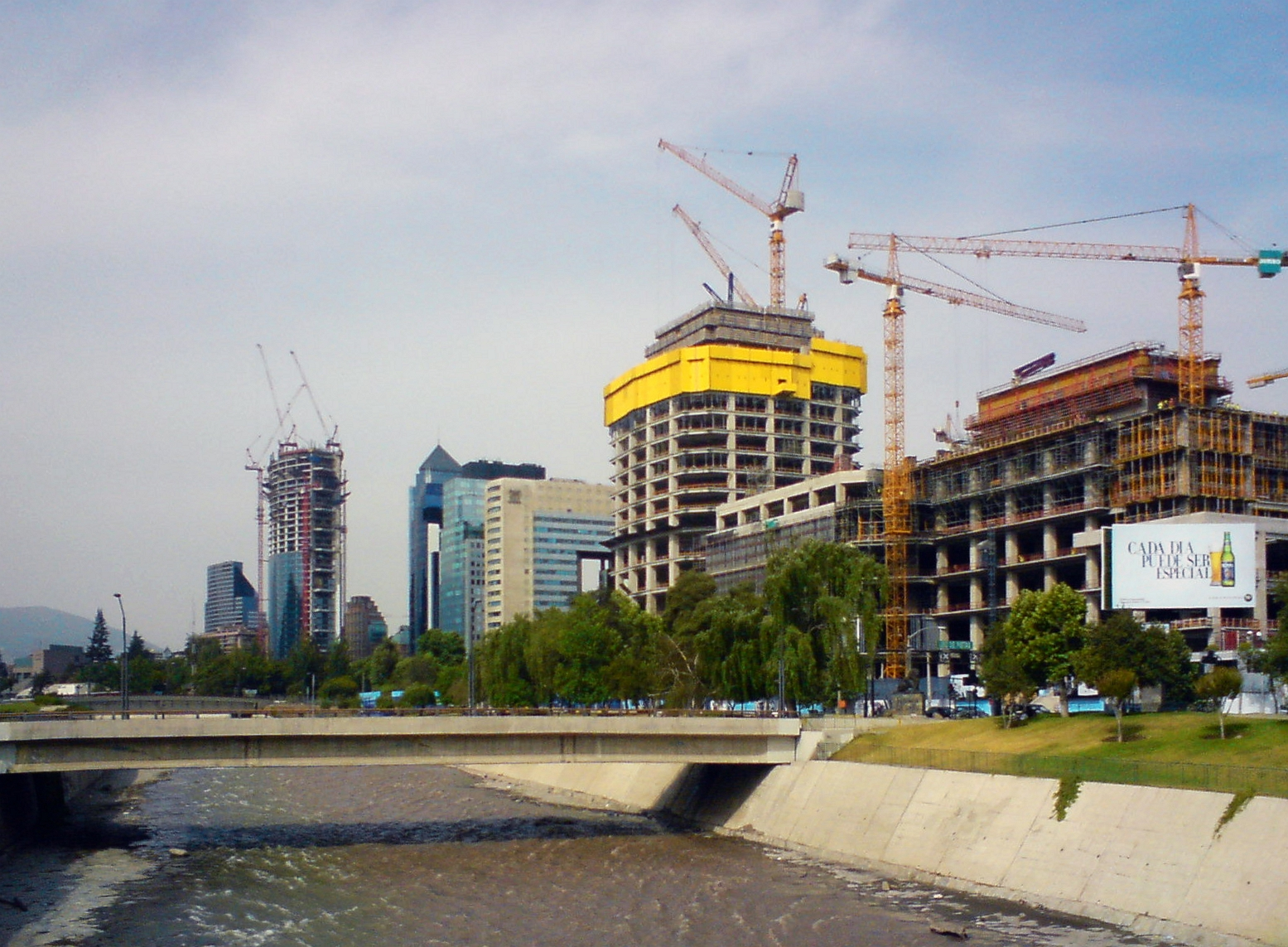
건설중인 모습 (2008년 12월)

## 같이 보기
- 마천루 목록

## 참조
1. ↑  뉴질랜드 스카이 타워(328m), Q1(323m), 오스트레일리아 108(318m)